# Mushtisht
Mushtisht (serb. Мушутиште, Mušutište) – wieś w Kosowie, w regionie Prizren, w gminie Suva Reka.
Według danych szacunkowych na rok 2011 liczyła 3 394 mieszkańców.